# Jan Mul

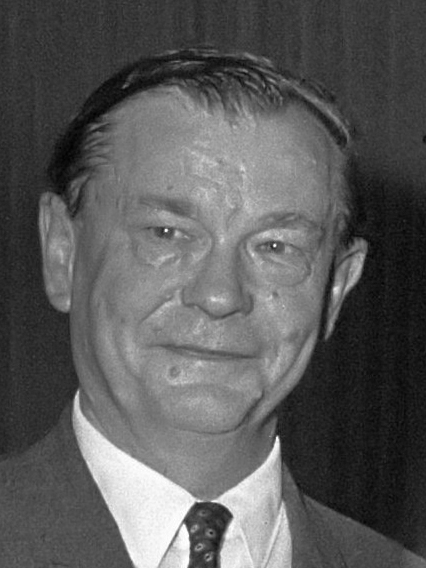
Jan Mul (1968)

Jan Mul (* 20. September 1911 in Haarlem; † 30. Dezember 1971 in Overveen) war ein niederländischer Komponist, Organist und Chorleiter.

## Leben und Werk
Jan Mul war Schüler von Sem Dresden und Hendrik Andriessen. Er wirkte seit 1931 bis 1960 als Organist und Chorleiter in Overveen. Daraufhin unterrichtete er Komposition und Musiktheorie am Konservatorium von Maastricht.
Er komponierte 14 Messen, darunter die Missa L'homme désarmé für 5-stimmigen Chor und Orchester (1942), kleinere Kirchenwerke, Lieder und Gesänge, ein Klavierkonzert (1936), Intervallen (1954) und die Sinfonietta für Orchester (1957), eine Klaviersonate (1940), eine Orgelsonate (1943), ein Quintett für Klarinette, Fagott und Streichtrio (1957), eine Oper und Filmmusik.
Er schrieb die Oper Bill Clifford (1964), Ik, Jan Mul (1965) und Confetti musicali für Orchester. Weiterhin schrieb er das Konzert für Klavier vierhändig und kleines Orchester (1962), ein Divertimento für Klavier und Orchester (1967), Balladino für Violoncello und Orchester (1968), das Trio für zwei Violinen und Kontrabass (1969), Les Donemoiselles für Klavier 1968. Darüber hinaus verfasste er kirchenmusikalische Werke. Jan Mul instrumentierte Sem Dresdens nachgelassene Oper François Villon (Holland Festival 1958) und Jan Pieterszoon Sweelincks Variationen über Mein junges Leben hat ein End. Er veröffentlichte eine Reihe von Beiträgen besonders in den „Mens en melodies“.